# NGC 6670-2
NGC 6670-2 je spiralna galaktika u zviježđu Zmaju. 
Međudjeluje s NGC 6670-1. Jezgre su im udaljene 50.000 svjetlosnih godina jedna od druge.

## Vanjske poveznice
- (engl.) SEDS: NGC 6670
- (engl.) Hartmut Frommert: Revidirani Novi opći katalog
- (engl.) Izvangalaktička baza podataka NASA-e i IPAC-a
- (engl.) Astronomska baza podataka SIMBAD
- (engl.) VizieR
- (engl.) Auke Slotegraaf: NGC 6670 Deep Sky Observer's Companion
- (engl.) Courtney Seligman: Objekti Novog općeg kataloga: NGC 6650 - 6699